# Umrhubhe
Umrhubhe, auch umrubhe, umrube (Plural imirhubhe), umqunge, ist ein mit einem Stab gestrichener Mundbogen der Xhosa und Mpondo in der südafrikanischen Provinz Ostkap. Bis heute wird er vor allem von Frauen und Mädchen in seiner einfachsten Form gespielt, die aus einem gebogenen, mit einer Saite aus Draht oder Pflanzenfasern bespannten Holzstab besteht. Eine zweite Form mit einem zweiteiligen Saitenträger ist praktisch verschwunden. Zur besonderen Spielweise gehört ein Flüsterton, der zusammen mit dem durch gezielte Mundverstärkung hervorgehobenen Obertönen eine zweistimmige Melodielinie ergibt.

## Bauform und Spielweise

Die Xhosa-Musikerin Madosini spielt umrhubhe.

Ein Mundbogen ist nach der Form ein Musikbogen, bei dem der Schall nicht durch einen mit dem Saitenträger in Kontakt gebrachten Resonanzkörper, sondern mit dem Mundraum verstärkt wird, wobei der Spieler entweder den Stab oder die Saite an einem Ende an den teilweise geöffneten Mund hält. Der Saitenträger ist bei einem Musikbogen biegsam und mehr oder weniger stark gekrümmt, im Unterschied zum geraden und starren Saitenträger einer Stabzither.
Die Unterscheidung zweier Varianten dieses Mundbogentyps geht auf den schottischen Musikethnologen Percival Kirby (1887–1970) zurück, dessen Hauptwerk von 1934 und dessen Musikinstrumentensammlung bis heute für die Beschreibung südafrikanischer Musikinstrumente von wesentlicher Bedeutung sind. Die laut Kirby ältere Variante kam in den 1930er Jahren nur bei den Mpondo (Pondo) vor und wurde von diesen umqunge genannt. Dieser Typ wird bis heute verwendet. Er besteht aus einem rund 65 Zentimeter langen, festen Stab, dessen Durchmesser gut 15 Millimeter beträgt und der im mittleren Bereich stark gebogen ist. David Rycroft (1966) nennt für ein zur damaligen Zeit angefertigtes Exemplar der Mpondo folgende Maße: Länge des Saitenträgers 66 Zentimeter, Durchmesser 13 bis 16 Millimeter, Länge der Saite 47 Zentimeter, Länge des Reibestabs 53 Zentimeter und dessen Durchmesser 4 bis 6 Millimeter. Bei den Xhosa fand er größere Mundbögen vor, deren Saitenträger durchschnittlich 65 bis 70 Zentimeter lang war. Als Material für den Stab dient ein Zweig mit den Eigenschaften eines Haselstrauches, der regional ulizi genannt wird. Der fertige Bogenstab heißt intonga. Die Saite (icingo) aus Draht oder Pflanzenfasern, heute meist aus Messingdraht, ist an beiden Enden des Stabs festgebunden. Die stehende Musikerin hält den Mundbogen mit der linken Hand am fernen Ende senkrecht nach unten mit dem Bogenstab auf der linken Seite vor ihrem Oberkörper und umschließt mit dem Mund das obere Ende des Stabs. Mit dem aus einem dünnen geraden Zweig bestehenden Reibestab zwischen Daumen und Zeigefinger der rechten Hand streicht sie am unteren Ende über die Saite. Als umrhubhe ist laut Dave Dargie der einfache Mundbogen in der Umgebung von Lady Frere in der Provinz Ostkap bekannt. Dargie unternahm in den 1980er Jahren an einem Institut der alten Mission Lumko zwölf Kilometer südlich dieser Kleinstadt musikethnologische Forschungen bei den Xhosa. Die in der rückständigen ländlichen Gegend lebenden Xhosa haben etliche sprachliche und musikalische Einflüsse der Khoisan übernommen.
Der andere Mundbogentyp, den die Xhosa und Zulu laut Kirby umrhubhe nannten, besitzt einen zweiteiligen Saitenträger. Hierfür wird in ein ungefähr gerades, festes Stück eines hohlen Astes der Baumart Cussonia spicata (Kohlbaum, Swazi und Xhosa umsenge) ein kürzerer Abschnitt eines dünneren, elastischen Zweiges gesteckt, der sich beim Aufspannen der Saite mit einer starken Krümmung biegt. Die Saite des heute sehr seltenen Typs besteht aus Draht, Pflanzenfasern oder gedrehten Binsen. Die Swazi nannten Kirby zufolge diesen Typ utiyane oder ipiano. Der Musiker hielt den utiyane mit der linken Hand am unteren, dickeren Stabende so nach oben gerichtet, dass dessen oberes Ende am Mund und an der rechten Wange vorbeistreicht und der dünne, gebogene Stab nach oben ragt. Den Reibestab fasste er am Ende zwischen dem gestreckten Daumen und den zum Affengriff gebogenen Fingern der rechten Hand und strich ebenfalls im unteren Bereich über die Saite.
Streichen der Saite erzeugt eine Reihe von Obertönen über dem Grundton, die durch Veränderung des Mundraums hervorgehoben werden können. Mit dem Daumen oder dem Mittelfinger der linken Hand kann zusätzlich ein zweiter Grundton gegriffen werden, der einen Ganzton über dem ersten liegt. Vom Grundton d der offenen Saite ausgehend ergeben sich nach Percival Kirby der 3. (a1), der 4. (d2), der 5. (fis2) und der 6. Partialton (a2). Über dem Grundton der verkürzten Saite liegen der 3. (b1), 4. (es2), 5. (g2) und 6. Partialton (h2). Vom Grundton d werden nur der 3. bis 5. Partialton und vom höheren Grundton nur der 3. und 4. Partialton verwendet.
Dave Dargie gab für den Tonumfang des umrhubhe an: Grundton F der leeren Saite mit den Partialtönen f–c1–f1–a1–e1 und Grundton G der verkürzten Saite mit den Partialtönen g–d1–g1–h1–d1. Im abwechselnden Spiel mit verkürzter und unverkürzter Saite entsteht die Tonskala des umrhubhe. Angestrebt wird eine pentatonische Skala, obwohl auch eine hexatonische Tonfolge produzierbar wäre, falls der fünfte Partialton über dem höheren Grundton mitverwendet würde. Der umrhubhe unterscheidet sich akustisch von anderen Musikbögen, weil der erste Oberton, der eine Oktave über dem Grundton liegt, deutlich stärker hörbar ist als der Grundton. Voraussetzung, um die gewünschten Obertöne zu erzeugen, ist das richtige Verhältnis zwischen der Länge und der Spannung der Saite. Bei entsprechender Übung kann beim umrhubhe ein Tonumfang zwischen a1 oder b1 und d3 erreicht werden. Hugh Tracey hörte in den 1950er Jahren beim Mundbogen ikinki den etwas tieferen Anfangston g1.
Der umrhubhe der Zulu in der Version mit zweiteiligem Bogenstab wurde Kirbys Beobachtungen zufolge in den 1930er Jahren nur von Männern gespielt, während die heute überwiegend verwendete einteilige und damit mutmaßlich ältere Version von Frauen und Mädchen gespielt wird, wie David Rycroft bereits 1966 erwähnt. Einem gestrichenen Mundbogen namens ikinki, der nur von Frauen gespielt wurde, begegnete bereits Hugh Tracey bei seinen Tonaufzeichnungen in den 1950er Jahren im Xhosa-Gebiet, wobei unklar ist, ob es sich dabei um das gleiche oder ein anderes Instrument handelte. Der Mundbogen wird solistisch oder zur Begleitung von Chorgesängen nach dem zyklischen Muster Call and Response eingesetzt. Die mit den Obertönen erzeugte Melodielinie des umrhubhe entspricht dem Part des Vorsängers.
Für die Darstellung der Obertöne drei bis sechs über dem Grundton der leeren oder verkürzten Saite öffnet die Musikerin einseitig etwas die Lippen und verändert mit der Zunge das Volumen des Mundraums, während sie durch die Nase atmet, sodass normalerweise keine Luft durch den Mund entweicht. Mit den Mundstellungen für die Aussprache der Vokale U über A zu I sind aufsteigend die einzelnen Obertöne zu erreichen. Ähnlich durch den Mundraum gesteuert funktioniert die Schallerzeugung bei Maultrommeln.  Europäische Bügelmaultrommeln aus Metall waren bereits in den 1930er Jahren weit verbreitet. Beim Mundbogenspiel werden kurze melodische Phrasen mit geringen Variationen ständig wiederholt. Anders als die stummen Grundtöne sind einzelne Obertöne ab der ersten Oktave über den Grundtönen klar herauszuhören.
Eine Besonderheit ist eine Flüsterstimme (umrhubhe nomlozi), die manche Musikerinnen aus dem Mundwinkel während des Spiels hinzufügen. Ein geflüsterter Ton kann durch Ein- oder Ausatmen mit dem Mund erzeugt werden und ist unabhängig von dem mit der Saite hervorgebrachten Ton. Flüstern ist auch ohne gleichzeitiges Streichen der Saite möglich. Gewisse Melodien entstehen erst aus der Überlagerung von Flüstertönen und den von der Saite produzierten Obertönen. Nicht alle Musikerinnen beherrschen die Flüstertechnik. Üblicherweise wird zuerst das Spiel mit dem Bogen erlernt, daraufhin folgt der ergänzende Einsatz der Flüsterstimme. Noch komplexer ist die Methode, zusätzlich Töne zu singen. Es ist nicht möglich, zu flüstern und zugleich die hohen Obertöne der Saite vernehmbar hervorzubringen, weil beim Flüstern der Mund fast geschlossen werden muss, wodurch die hohen Obertöne gedämpft werden. Geübte Musikerinnen können dennoch durchgängig, wenn auch undeutlich, einen mehrstimmigen Klang aus zwei Melodien erzeugen. Tiefe Töne klingen mit Flüsterstimme weniger klar und sind schwieriger zu erzeugen als hohe, die schärfer und lauter klingen.
Typisch für den Chorgesang der Xhosa ist die Aufteilung der Gesangsstimmen auf verschiedene Tonhöhen, sodass eine Mehrstimmigkeit in parallelen Intervallen entsteht. Parallele Melodien bedeuten in der Xhosa-Musik eine einzige Melodie. Als harmonische Intervalle gelten für die Xhosa wie für die Tsonga, die den Schrapbogen xizambi zur Begleitung des Chorgesangs verwenden, Oktave, Quarte, Quinte und darüber hinaus die Terz, die bei den Tsonga nicht verwendet wird. Alternativ werden mehrere Stimmen, die verschiedene Melodien und Texte in zyklischer Abfolge singen zu einem polyphonen Gesamtklang geschichtet. Vielfach kommen durch Improvisation neue Textlinien (izicabo) hinzu.
Das wohl eindrucksvollste Element des Xhosa-Frauengesangs ist der Obertongesang umngqokolo (Xhosa-Sprache, „raue Stimme“), bei dem die Sängerinnen die Melodietöne der Textlinien singen und zugleich die Stimme in einen darunter gelegten Basston zwingen, der sehr rau klingt. Die harmonischen Intervalle von Bass- und Melodieton entsprechen dem Verhältnis von Grundton und Partialtönen beim Mundbogen, auch das klangliche Resultat ist vergleichbar. Die umngqokolo-Stimme leitet üblicherweise den Chor, oder – falls vorhanden – der Mundbogen.
Die Obertöne des umrhubhe entsprechen der Melodie des Vorsängers und die Flüsterstimme gilt nach dem Verständnis der Musikerinnen üblicherweise als die Antwort des Chors; es sei denn, in einer Spielweise werden die auf beide Arten erzeugten Töne zu einem einzigen melodischen Muster vereint. In seltenen Fällen treten zwei imirhubge zusammen auf. In einer Tonaufzeichnung aus dem Dorf Ngqoko (bei Lumko) spielen zwei Musikerinnen umrhubhe nomlozi zunächst für sich, dann setzt der Frauenchor ein. Zur Vortragsweise, die lebhaft sein muss, gehört es, Kreuzrhythmen, versteckte rhythmische Muster und Verzögerungstechniken zu verwenden. Stets werden in einem Lied zwei oder manchmal mehrere Beats verwendet, die häufig von verschiedenen Ausgangspunkten starten. Die meisten Lieder haben ein eigenes rhythmisches Muster.

## Verbreitung
Der Name umrhubhe ist wie umqangi (ein Reibe-Mundbogen der Xhosa) und umngqungqo (ein Frauenrundtanz) aus den Khoisansprachen entlehnt. Der in umrhubhe enthaltene, stimmlose velare Frikativ rh(u) scheint lautmalerisch zu sein und das Reibegeräusch des Streichbogens nachzuahmen. Da für Musikinstrumente häufig mehrere Namen gebräuchlich waren und sind, könnten neben umqunge auch die Wörter mit derselben lautmalerischen Qualität umqangi, umqunge sowie die Verkleinerungsformen umqangala und umqengele den Mundbogen umrhubhe bezeichnet haben. Diese ebenso aus Khoisansprachen stammenden Bezeichnungen haben den palatalen Klick q, der darauf verweist, dass sie möglicherweise zu einer Zeit eingeführt wurden, als die Saite der Mundbögen mit einem Stab angeschlagen wurde. In Hogsback kommt ein dem umrhubhe entsprechender Mundbogen vor, der inkinge genannt und dessen Saite abwechselnd gestrichen oder geschlagen wird. Er könnte dem ikinki von Hugh Tracey in den 1950er Jahren entsprechen. Der heute noch existierende Mundbogentyp umrhubhe geht auf musikalische Einflüsse der Khoisan zurück. Im kleinen Gebiet um Lumka haben sich mit der Flüstertechnik umrhubhe nomlozi, mit im Duet spielenden imirhubhe und mit dem Frauen-Obertongesang umngqokolo seltene musikalische Formen bewahrt.
Musikbögen im südlichen Afrika werden fast alle zur Melodiebildung eingesetzt. Eine äußerst seltene Ausnahme ist der als Rhythmusinstrument geschlagene Jagdbogen lipuruboro in der Region Kavango von Namibia, der musikalisch mit der dortigen, ebenfalls rhythmisch gespielten Maultrommel ruwenge in Verbindung steht. Das einfache Konstruktionsprinzip der Musikbögen erlaubt, die Saite durch unterschiedliche Techniken in Schwingungen zu versetzen: schlagen (beispielsweise der Kalebassen-Musikbogen umakhweyane der Zulu), zupfen (mtyangala in Malawi), streichen, anblasen (gora der Khoisan) oder indirekt die Bogenstange mit einem Schrapstab anregen (isizembe der Zulu und nxoronxoro der ǃKung). Zu den einsaitigen Streichinstrumenten gehört die ebenfalls von den Mpondo in der Provinz Ostkap gespielte Stabzither isankuni, deren durch einen Blechkanister verstärkte Saite mit einem kurzen Bogen gestrichen wird. Hiermit verwandt ist die mit einem Bogen gestrichene, etwas aufwendiger konstruierte Trogzither segankuru der Batswana.
In manchen Gebieten der Provinz Ostkap spielen Xhosa-Frauen neben dem umrhubhe den stark gekrümmten Kalebassen-Musikbogen uhadi, dessen Saite mit einem langen Stab geschlagen wird. Der uhadi dient den Frauen zur Begleitung ihrer Gesänge am Abend und in der Nacht. Beide Saiteninstrumente sind für die Musik der Xhosa charakteristisch.